# Sandro Ricci
Sandro Meira Ricci (Poços de Caldas, 19 novembre 1974) è un arbitro di calcio brasiliano.

## Carriera
Arbitro presente nei quadri della CBF dal 2006, a partire dal 1º gennaio 2011 è nominato internazionale.
Inizia quindi ad essere stabilmente designato per competizioni quali la Copa Libertadores e la Copa Sudamericana.
Nel marzo 2013 fa dapprima il suo esordio in una gara tra nazionali maggiori, dirigendo Ecuador-Paraguay terminata 4-1 e valida per le qualificazioni a Brasile 2014, quindi subentra come sostituto nel processo di preselezioni per i Mondiali 2014, stanti le defezioni di altri fischietti brasiliani precedentemente selezionati.
Successivamente, nel giugno del 2013 è selezionato dalla FIFA per prendere parte ai Mondiali Under 20 in Turchia. In questa occasione dirige ben quattro partite: due gare della fase a gironi, un quarto di finale e la finale per il terzo posto tra Ghana ed Iraq.
Nel dicembre del 2013 è selezionato dalla FIFA per prendere parte alla Coppa del mondo per club 2013 in Marocco. Nella circostanza, viene dapprima designato per un quarto di finale e successivamente è il prescelto dalla commissione arbitrale per dirigere l'atto finale del torneo, disputatosi il 21 dicembre 2013 a Marrakech tra i tedeschi del Bayern Monaco e i marocchini del Raja Casablanca. È il primo arbitro CONMEBOL in assoluto a dirigere la finale di un'edizione di questa manifestazione.
Il 15 gennaio 2014 viene selezionato ufficialmente per i Mondiali 2014 in Brasile, dove esordisce arbitrando la partita Francia-Honduras (giocata il 15 giugno 2014). In questa gara diventa il primo arbitro in assoluto a convalidare un goal grazie all'ausilio tecnologico della goal-line technology, la quale attribuisce un'autorete al portiere honduregno Noel Valladares, avvenuta dopo un tiro di Karim Benzema che aveva colpito il palo. Successivamente, viene designato per un'altra partita della fase a gironi (Germania-Ghana) ed infine per l'ottavo di finale tra la stessa Germania e l'Algeria.
Nell'agosto 2014 viene designato per la prima volta in carriera per la finale di ritorno della Coppa Libertadores 2014, tra gli argentini del San Lorenzo e i paraguaiani del Nacional.
Il 2 maggio 2016 viene ufficializzata la sua designazione per il Torneo Olimpico maschile di Rio de Janeiro 2016. Viene designato per una partita della fase a gironi, per un quarto di finale e successivamente per la finale per la medaglia di bronzo, tra Honduras e Nigeria.
Nel dicembre 2017 è selezionato dalla FIFA in vista della Coppa del mondo per club FIFA 2017.
Il 29 marzo 2018 viene selezionato ufficialmente dalla FIFA per i mondiali di Russia 2018.
In Russia dirige due gare della fase a gironi ed un quarto di finale, quest'ultimo tra i padroni di casa e la Croazia.
È sposato con Fernanda Colombo Uliana, anche lei arbitro di calcio professionista.

## Fonti
- Sito della FIFA, su FIFA.com.
- Sito della Confederazione Sudamericana di calcio, su CONMEBOL.com.